# Інгулецький район
Інгуле́цький райо́н — адміністративний район міста Кривий Ріг на крайньому півдні міста. Площа району становить 105 км². Загальна протяжність 57 км. На його території мешкає близько 59 тисяч жителів. Територію району розриває Криворізький район. Інгулецький район має 150 вулиць.

## Історія
Історія Інгулецького району розпочалася 30 грудня 1962 року, коли Указом Президії Верховної Ради УРСР, за рахунок виділення частини Дзержинського району, підпорядкування міста Інгулець (до 2002 року м. Інгулець входило до складу району) та селища Зелене Широківського району, було створено четвертий у місті Кривому Розі промисловий район.

## Населення

### Мовний склад
Рідна мова населення за даними перепису 2001 року:
| Мова       | Чисельність, осіб | Доля     |
| ---------- | ----------------- | -------- |
| Українська | 16 554            | 71,61 %  |
| Російська  | 6 398             | 27,67 %  |
| Інше       | 165               | 0,72 %   |
| Разом      | 23 117            | 100,00 % |

## Житлові райони
Інгулець, житловий масив ПівдГЗК, житломасив НКГЗК, Мотронівка, 9 квартал (житловий масив ПівдГЗК), Степове, Випханка, Зелене.

## Головні вулиці
- Інгулець:
  - проспект Перемоги,
  - вулиці Миколи Міхновського, Генерала Безручка, Гірників
- Мотронівка
  - вулиця Переяславська
- Південний ГЗК
  - проспект Південний
  - вулиці: Салтиківська, Панаса Мирного, Переяславська, Новокриворізька, Савицького
  - Широківське шосе

## Визначні об'єкти

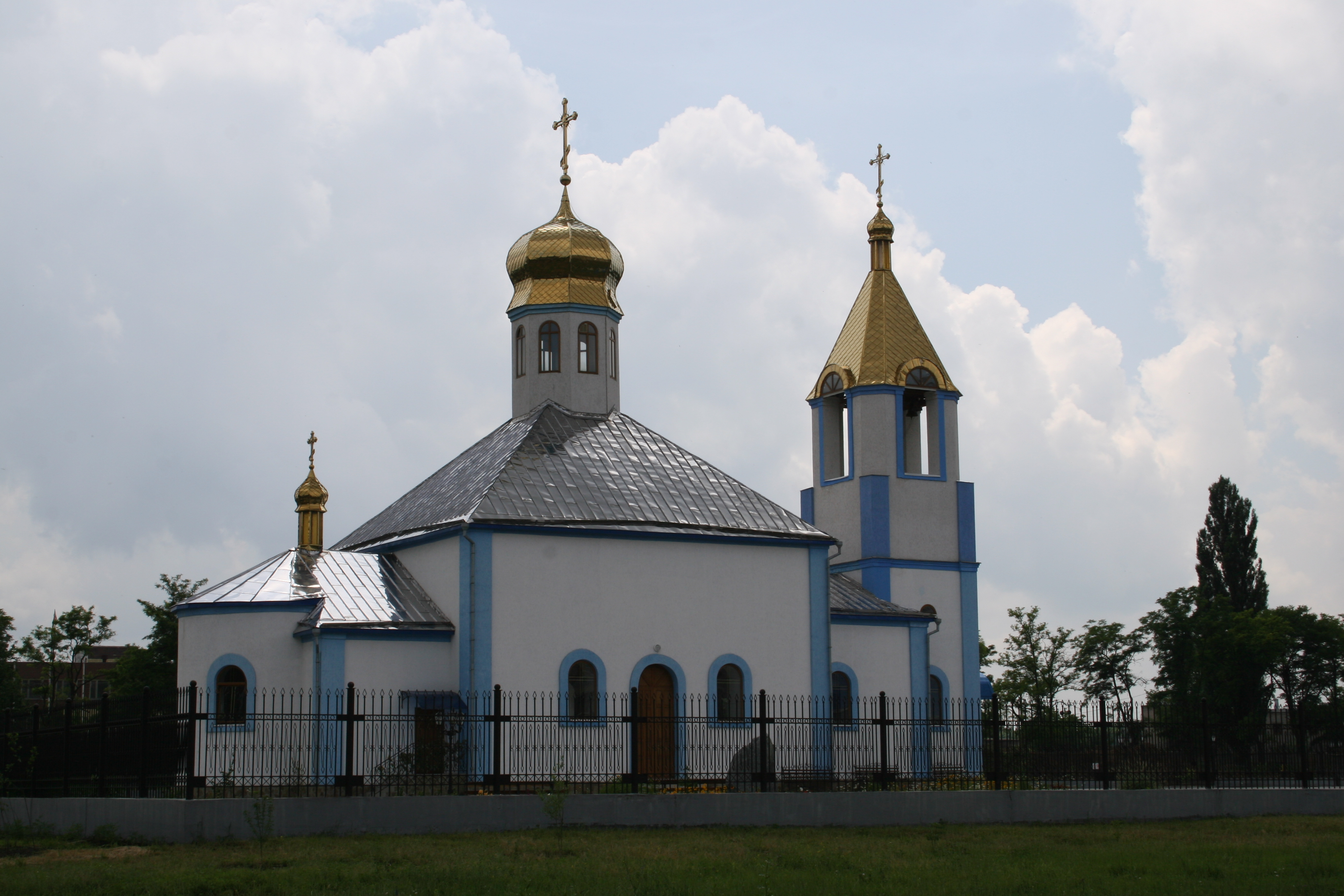
Церква Святого Миколая Чудотворця

- Свято-Вознесенська церква (давнє село Іванівка — Південний ГЗК)
- Свято-Миколаївська церква (Інгулецький мікрорайон)

## Пам'ятки природи
- Геологічна пам'ятка природи Пісковикова скеля
- Геологічна пам'ятка природи Виходи аркозових пісковиків
- Ландшафтний заказник Візирка

## Пам'ятники
- Пам’ятник шахтарям
- Братська могила «Воїн з автоматом»

## Інфраструктура
- Міська лікарня № 11 (ПівдГЗК)
- Міська лікарня № 17 (Інгулець)

## Підприємства
- Інгулецький ГЗК
- Південний ГЗК
- Новокриворізький ГЗК

## Транспорт
- швидкісний трамвай
  - гібридні маршрути:
  - 3М — Зарічна — вул. Збагачувальна (НКГЗК)
  - 4М — Зарічна — ПівдГЗК
- трамваї
  - 4 — Південний ГЗК — вул. Українська
  - 5 — Південний ГЗК — площа Домнобудівників
  - 6 — Новокриворізький ГЗК — вул. Українська
  - 7 — Новокриворізький ГЗК — площа Домнобудівників
  - 8 — Південний ГЗК — Новокриворізький ГЗК
  - 10 — Південний ГЗК — вул. Героїв АТО
  - 11 — Новокриворізький ГЗК — вул. Героїв АТО
- тролейбус № 7 — ПГЗК — площа Захисників України
- автобус 302 (пл. Захисників України - АС “Інгулець”)
- Маршрутне таксі
  - 27. Розвилка — вул. Збагачувальна
  - 35. Розвилка — ПівдГЗК
  - 210. ж/м Східний-3 — вул. Збагачувальна
  - 261. вул. Едуарда Фукса — вул Збагачувальна
  - 266. пл. Захисників України — ПГЗК
- залізничні станції: Інгулець (вантажно-пасажирська), Південна, Рудничне (вантажні);
- автостанція Інгулець